# Connersia
Connersia is een monotypisch geslacht van schimmels uit de familie Pleuroascaceae. Het bevat alleen Connersia rilstonei.